# اتوره لیال
اتوره لیال (به ایتالیایی: Ettore Leale) بازیکن فوتبال و اهل ایتالیا است که از سال ۱۹۲۲ میلادی عضو تیم ملی فوتبال ایتالیا بوده و در ۲ بازی ملی حضور داشته‌است. او در بازی‌های ملی‌اش گلی به ثمر نرساند.
اتوره لیال آخرین بازی ملی خود را در سال ۱۹۲۴ میلادی انجام داد.